# Martin Goetzeler
Martin Goetzeler (* 11. Mai 1962 in München) ist ein deutscher Manager.

## Leben
Nach dem Abitur studierte Goetzeler Betriebswirtschaftslehre an der Ludwig-Maximilians-Universität München und schloss als Diplom-Kaufmann ab.
Bei der Siemens AG in München absolvierte er eine Lehre, danach ein Betriebswirtschaftsstudium. Ab 1989 war er bei Siemens im Finanzbereich (Corporate Finance) tätig und wechselte 1992 in den operativen Geschäftsbereich Medizintechnik. 1995 wechselte er wieder in den Geschäftsbereich Corporate Finance und war hier Projektleiter für den „Geschäftswertbeitrag“ (GWB).
Ab 1999 leitete Goetzeler als Chief Financial Officer die Osram S.p.A. in Mailand. 2001 übernahm er die Stelle des General Manager & President der Osram Ltd. in London. Ein halbes Jahr später ging er in die Vereinigten Staaten, wo er den Posten des Executive Vice President und Chief Financial Officers der Osram Sylvania Inc. bekleidete. Ab 2005 war er Vorsitzender der Geschäftsführung der Osram GmbH mit Sitz in München. 2011 wurde Goetzeler zum Chief Operating Officer (COO) bestimmt. Im März 2012 wurde bekannt, dass Goetzeler bei Osram gekündigt hatte. Vom 1. März 2013 bis zum 28. Februar 2017 war Goetzeler Vorstandsvorsitzender der AIXTRON SE. Seit dem 1. März 2018 bis 16. April 2023 war Goetzeler Geschäftsführer der dSPACE Gruppe.